# Eremotylus divisor
Eremotylus divisor är en stekelart som först beskrevs av Aubert 1980.  Eremotylus divisor ingår i släktet Eremotylus och familjen brokparasitsteklar. Inga underarter finns listade i Catalogue of Life.